# The George Jessel Show
 (mars 2018).
The George Jessel Show est une émission de variétés de 30 minutes qui a été diffusée en direct de New York sur ABC du 13 septembre 1953 au 11 avril 1954.
Après avoir été l'un des animateurs en rotation de Four Star Revue à la télévision NBC en 1952-1953, le comédien George Jessel a obtenu sa propre émission en 1954. Jessel s'est inspiré de son statut autoproclamé « Toastmaster General of the United States » (Maître de cérémonie général des États-Unis) pour donner un traitement humoristique à l'invité de chaque semaine. Parmi les invités d'honneur, on trouve Margaret O'Brien, Sophie Tucker et Mitzi Gaynor.
Même si l'émission était censée être en direct et extemporanée, elle était en fait été scénarisée et répétée. Les écrivains ont fourni du matériel pour compléter les remarques de Jessel.
Les commanditaires de l’émission comprenaient Ekco Products Company, B.B. Pen Company et Gemex Watch Band Company.

## Personnel
L'émission mettait également en vedette Hal Sawyer. Manny Manheim était le producteur. Jessel et Sam Carlton étaient les auteurs.

## Critique
Un article paru dans le numéro du 30 novembre 1953 de la revue spécialisée Broadcasting a fait le tour du George Jessel Show, l'appelant « une émission de variétés aussi triste que celle qui s'est déroulée devant l'œil averti d'une caméra de télévision... ». Le critique a tenu Jessel lui-même responsable de « cette excuse minable pour le divertissement ». Après avoir complimenté la qualité des interprètes invités et du personnel de production, le critique a noté les « applaudissements à moitié sincères à la fin du spectacle de Jessel » comme une indication des sentiments du public.

## Problèmes légaux
En janvier 1955, le B.B. Pen Company, Inc. a poursuivi ABC-Paramount Theaters, Inc. pour rupture de contrat et fraude en ce qui concerne le parrainage du programme Jessel. La poursuite alléguait que certaines stations locales avaient pris le pas sur l'émission, ce qui réduisait la portée de la publicité de l'entreprise de stylos. La poursuite de 1,5 million de dollars a été intentée devant la Cour fédérale de Los Angeles.